# Wamac (Illinois)
Wamac est une ville des comtés de Clinton, Marion et Washington, dans l'Illinois, aux États-Unis. Elle est incorporée le 30 septembre 1916,. Lors du recensement de 2010, la ville comptait une population de 1 185 habitants.

## Source de la traduction
- (en) Cet article est partiellement ou en totalité issu de l’article de Wikipédia en anglais intitulé « Wamac, Illinois » (voir la liste des auteurs).